# Владан Спасојевић
Владан Спасојевић (Косовска Митровица, 11. октобар 1980) бивши је српски фудбалер.

## Каријера
За матичну Трепчу дебитовао је с непуних шеснаест година старости. Након три сезоне проведене у првом тиму тог клуба, приступио је Бану из Рашке. Бане је у тадашњој Другој лиги био трећепласиран иза чачанског Борца и Сутјеске из Никшића када је сезона прекинута услед бомбардовања. Спасојевић је након тога одиграо још четири сезоне за клуб из Рашке. Још пет година провео је у Борцу из Чачка, док је две године носио дрес Јагодине. Краћи инострани ангажман остварио је у Кошицама. По повратку у Србију постао је играч Новог Пазара. Годину дана је наступао за лучанску Младост, а потом још четири за Колубару из Лазаревца. Почетком 2017. је напустио клуб и прешао у ТЕК Слогу из Великих Црљена. Након пет година је приступио Фудбалском клубу Димитрије Туцовић из Шушњара. По пола сезоне одиграо је у Б групи Прве Београдске лиге и Београдској зони.